# Wawer
Wawer è una delle frazioni di Varsavia, situata nella parte sud-orientale della città. Il fiume Vistola funge da confine occidentale. Il 27 ottobre 2002 Wawer divenne una frazione di Varsavia, mentre prima aveva fatto parte del distretto di Praga Południe ed era poi stata una municipalità.
Wawer confina con Praga Południe e Rembertów a nord, con Wesoła a est e con Wilanów ad ovest (oltre la Vistola).

## Storia
Dal 1866 l'intera area dell'attuale distretto apparteneva a diversi comuni, tra questi: Glinka, Czaplowizna, Międzylesie, Kawęczyn, Grochow, Goclaw, Gocławek e Witolin.
All'inizio della seconda guerra mondiale il massacro di Wawer si è verificato qui, perpetrato la notte del 26-27 dicembre 1939 dai nazisti. Dei 120 polacchi arrestati, 114 furono fucilati, gli altri fuggirono. Nel cimitero di Wawer sono sepolte le vittime dell'eccidio.
Nel quartiere Falenica venne eretta una sinagoga negli anni Trenta.